# Vênus Impudica

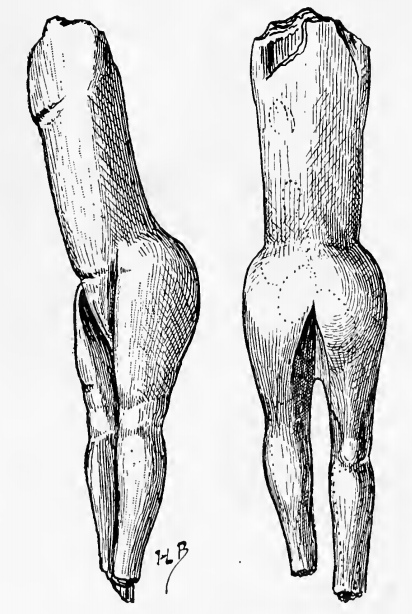
Vénus impudique, gravura de 1907

A Vênus impudica (também conhecida como Vénus Impudique, Vênus de Laugerie-Basse e Vénus de Vibraye) é a primeira representação escultural paleolítica de uma mulher descoberta nos tempos modernos. Foi encontrado por Paul Hurault, 8º Marquês de Vibraye em cerca de 1864 no famoso sítio arqueológico de Laugerie-Basse no vale de Vézère (um dos muitos locais importantes da Idade da Pedra dentro e ao redor da comuna de Les Eyzies-de-Tayac-Sireuil em Dordogne, sudoeste da França). 

## A estatueta
A "Vênus" magdaleniana de Laugerie-Basse é decapitada, sem pés, sem braços, mas com uma abertura vaginal fortemente incisada. De Vibraye a chamou de La Vénus impudique ou Venus Impudica ("Vênus imodesta"), contrastando-a com a Vênus Pudica, uma classe de esculturas romanas que retratam a deusa Vênus cobrindo o púbis nu com a mão direita e os seios com a outra. É desse nome que obtemos o termo "estatuetas de Vênus" comumente usado para esculturas da Idade da Pedra desse tipo.